# Hermenegildo Pérez, para servirle
Hermenegildo Pérez, para servirle fue una serie de televisión, emitida por TVE en 1966, dirigida por Pedro Amalio López, con guiones de Noel Clarasó y protagonizada por Carlos Larrañaga.

## Sinopsis
La serie narra, en tono de comedia, las peripecias de Hermenegildo Pérez (Carlos Larrañaga), un joven apuesto, simpático y embaucador y su lucha por triunfar en el mundo de la interpretación.

## Listado de episodios (parcial)
Estreno de actor - 26 de agosto de 1966
- Irene Daina
- Jesús Puente
- Pedro Sempson

La familia Gahu - 22 de julio de 1966
- Xan das Bolas
- Joaquín Pamplona
- Ángeles Puchol

La timidez vencida - 4 de agosto de 1966
- Modesto Blanch
- Joaquín Escola
- Antonio Burgos
- Julio Arroyo

No hay mal que por bien no venga - 12 de agosto de 1966
- Irán Eory
- José María Escuer

Ojos que no ven - 9 de septiembre de 1966
- Joaquín Escola
- Charo Moreno
- Víctor Valverde

Un guion de cine - 1 de julio de 1966
- Xan das Bolas
- José María Caffarel
- Pilar Puchol

Un marido futuro, muy futuro - 19 de agosto de 1966
- Concha Cuetos
- María Luisa Merlo
- José Vivó

Una encuesta - 23 de septiembre de 1966
- José María Escuer
- Fernando Sánchez Polack

Reportaje único - 4 de julio de 1966
- Margarita Calahorra
- Fiorella Faltoyano

Suspenso en mecánica - 29 de septiembre de 1966
- Pilar Puchol
- Cecilia Villareal

Vendedor a domicilio - 8 de julio de 1966
- Elisa Ramírez
- Pedro Sempson
- Conchita Leza
- Carola Fernán Gómez
- Antonio Acebal